# Tratado de Altmark

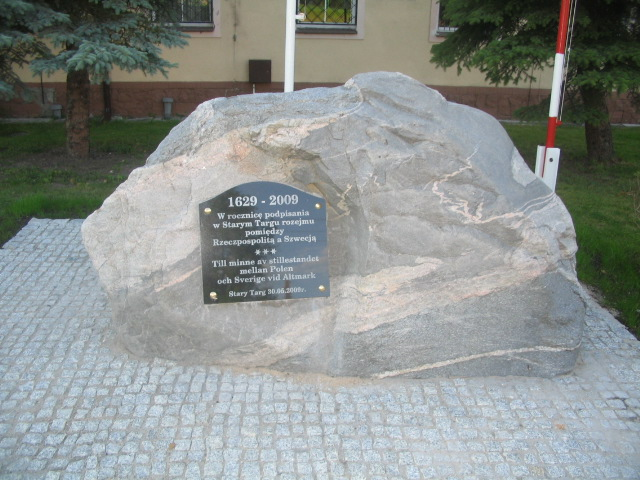
Placa comemorativa do tratado de Altmark em Altmark (hoje Stary Targ, na Polónia)

A trégua de seis anos de Altmark (ou Tratado de Stary Targ) foi assinado em 25 de setembro de 1629 em Altmark (Stary Targ), perto de Danzigue (Gdańsk) pela  Suécia e a República das Duas Nações durante a Guerra dos Trinta Anos. A Suécia manteve o controle sobre a Livônia e a foz do rio Vístula. A Suécia também evacuou a maioria do Ducado da Prússia, mas manteve as cidades costeiras. A República das Duas Nações conseguiram reverter outras conquistas suecas desde a invasão de 1625. A maior parte da Livônia, ao norte do rio Duina Ocidental (Vidzeme) foi cedida à Suécia, embora Latgale, a região sudeste, permanecesse sob o controle da República.
A Suécia receberá o direito a dois terços de todas as taxas marítimas arrecadadas nos portos da República das Duas Nações, tais como Danzigue e Elbląg (Elbing) e dos portos do  Ducado da Prússia pelos próximos seis anos. Esse dinheiro financiou o envolvimento da Suécia na Guerra dos Trinta Anos. Em 1635, a trégua foi extinta, mas a Suécia renunciou aos portos prussianos. Em troca, a República das Duas Nações cedeu a maior parte da Livônia com a cidade de Riga, mantendo a região de Daugavpils.
O Tratado de Altmark foi assinado logo após a Suécia ter sido derrotada pelas tropas da República das Duas Nações e do Sacro Império Romano Germânico em Trzciana (Honigfelde) (também Sztum (Stuhm), onde o rei Gustavo Adolfo II da Suécia quase foi capturado.